# Ipenslotersluis
De Ipenslotersluis is een spuisluis in Amsterdam-Oost. De naamgever van de sluis is de voormalige buurtschap Ipensloot/Ypensloot.

## Sluis
De sluis is gezet in de Diemerzeedijk tussen het Nieuwe Diep (Bovendiep) en het Buiten-IJ. 
Er ligt hier al eeuwen een sluis, vermoedelijk al vroeg in de 15e eeuw. Er werd in 1413 gesproken over een sluis voor de afwatering van de Outwaalderpolder. Tijdens de Sint-Elisabethsvloed was er bij Ipensloot een dijkdoorbraak, waarbij Het Nieuwe Diep als wiel overbleef. Om het binnenland te beschermen werd een palendijk aangelegd met daarin opnieuw een opening. Keizer Karel V gaf rond 1525 de opdracht aan hoogheemraadschap Amstelland het beheer over de sluis over te nemen. Vermoedelijk ging deze sluis bij de Allerheiligenvloed van 1570 verloren. Op de kaart uit 1570 van Beeldsnijder was de sluis namelijk op een andere plaats ingetekend dan bij een nieuwe kaart uit 1575 van dezelfde maker. 
Er moest regelmatig vernieuwd worden; zo werd in 1599 geïnitieerd in 1601 een nieuwe sluis te leveren. Het betekende na enige aarzeling dat niet een houten sluis werd geplaatst maar een van steen. In vroeger tijden werden de kosten nog verdeeld tussen Bijleveld cs (een waterschap; 25%), Ouder-Amstel (21,62%), Nieuwer-Amstel (21,37%) en Proosdij St. Jan dan wel Mijdrecht (25%), aldus opgemaakte notulen in november 1869 voor een vergadering van Provinciale Staten. Steeds moest de sluis vernieuwd worden, waarbij in 1935 een nieuw gewelf werd geplaatst, opgevolgd door de ondersteuning van een betonplaat met zand (voor demping) en asfalt (1964-1965) vanwege toenemend vrachtverkeer.
De Ipenslotersluis en de Diemerdammersluis zorgden zo al vroeg voor het afvoeren van water uit Amstelland. In later jaren fungeerden ze alleen nog als water niet via het Amsterdam-Rijnkanaal naar de Noordzee kon worden afgevoerd. De spuisluis maakte weer later deel uit van de waterbouwkundige werken van de Stelling van Amsterdam, als plek waar zeewater kon worden binnengelaten.  De sluis was in 1880 4 meter breed en 2,75 meter diep.
De sluis valt al lange tijd onder het Waterschap Amstel, Gooi en Vecht en haar juridische voorgangers en wordt beheerd door Waternet. Sinds de aanleg van de Zeeburgerbrug, vanaf 1987, die de dijk ongelijkvloers kruist, ligt de sluis enigszins verborgen.

## Nieuwe Versie
Omdat beide sluizen niet in goede staat waren, is in 2016 begonnen met het bouwen van een nieuwe sluis op de plek van de Ipenslotersluis, met een grotere capaciteit. De oude, uit 1601 daterende, sluis werd ontmanteld, waarna archeologisch onderzoek plaatsvond. Hiermee werd meer kennis verzameld over de opbouw en het dwarsprofiel van de oude Diemerzeedijk en de werkzaamheden die in 1717 hadden plaatsgevonden. Op 19 juli 2018 werd de vernieuwde sluis geopend. Vanwege haar verhoogde capaciteit, hoefde de Diemerdammersluis niet vernieuwd te worden en werd afgesloten.
In de nieuwe sluis zijn plaquettes en ingemetselde stenen aangebracht van 8 eerdere sluizen in de buurt.

## Brug
Over de sluisdoorlaat is ook al eeuwen een brug gelegen. Deze heeft binnen de gemeente Amsterdam het nummer 13P meegekregen. De "P" wijst erop dat de gemeente niet het beheer voert, maar een derde instantie, in dit geval Waternet.

## Afbeeldingen

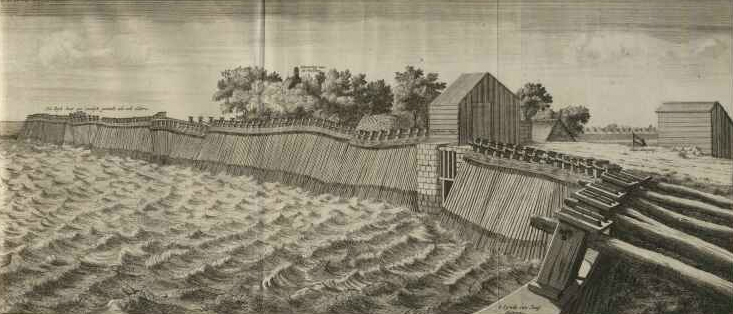
Ipenslotersluis, toen met palendijk tegen de Zuiderzee, prent uit 1702
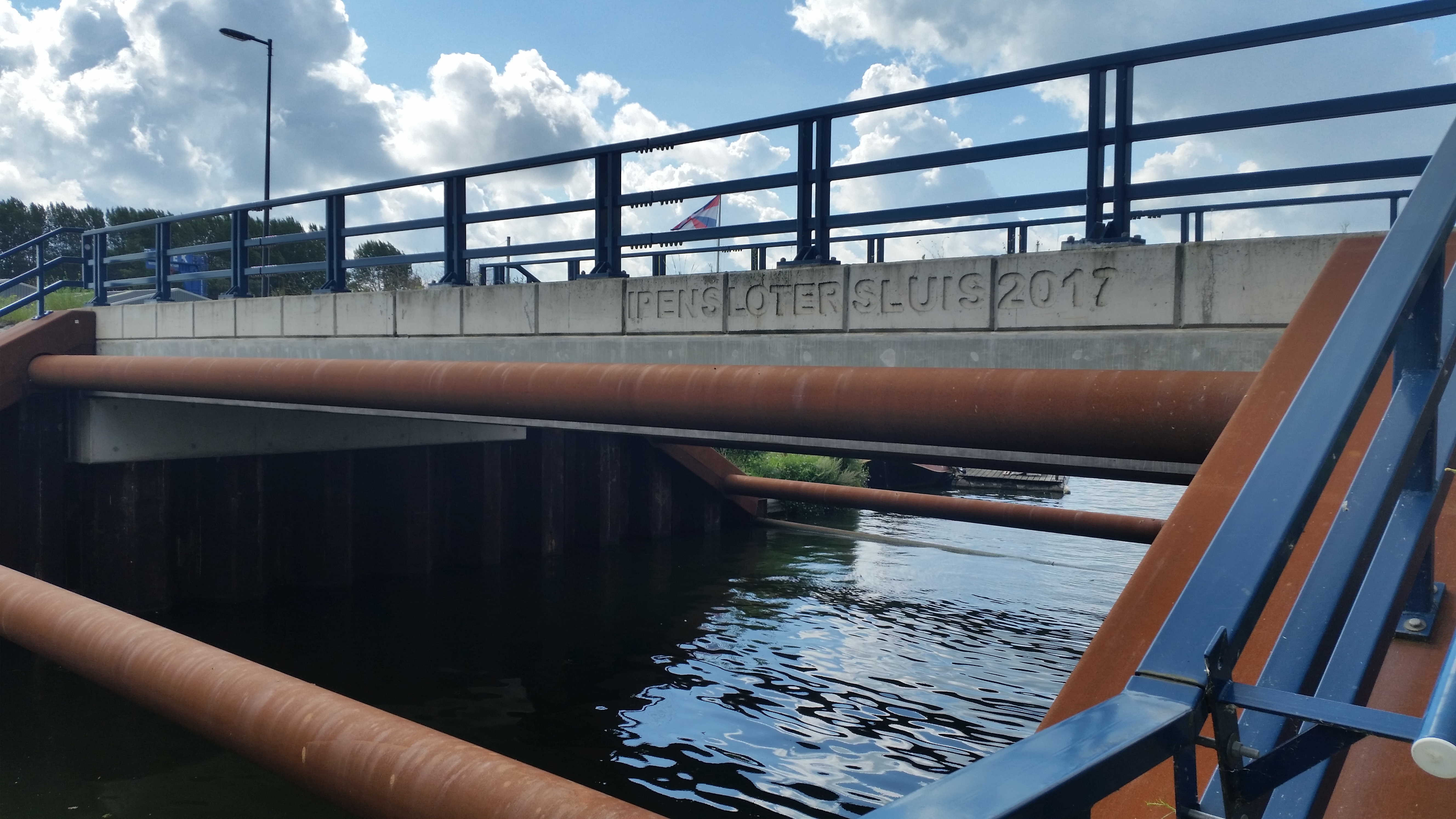
Brug 013P (juli 2020)
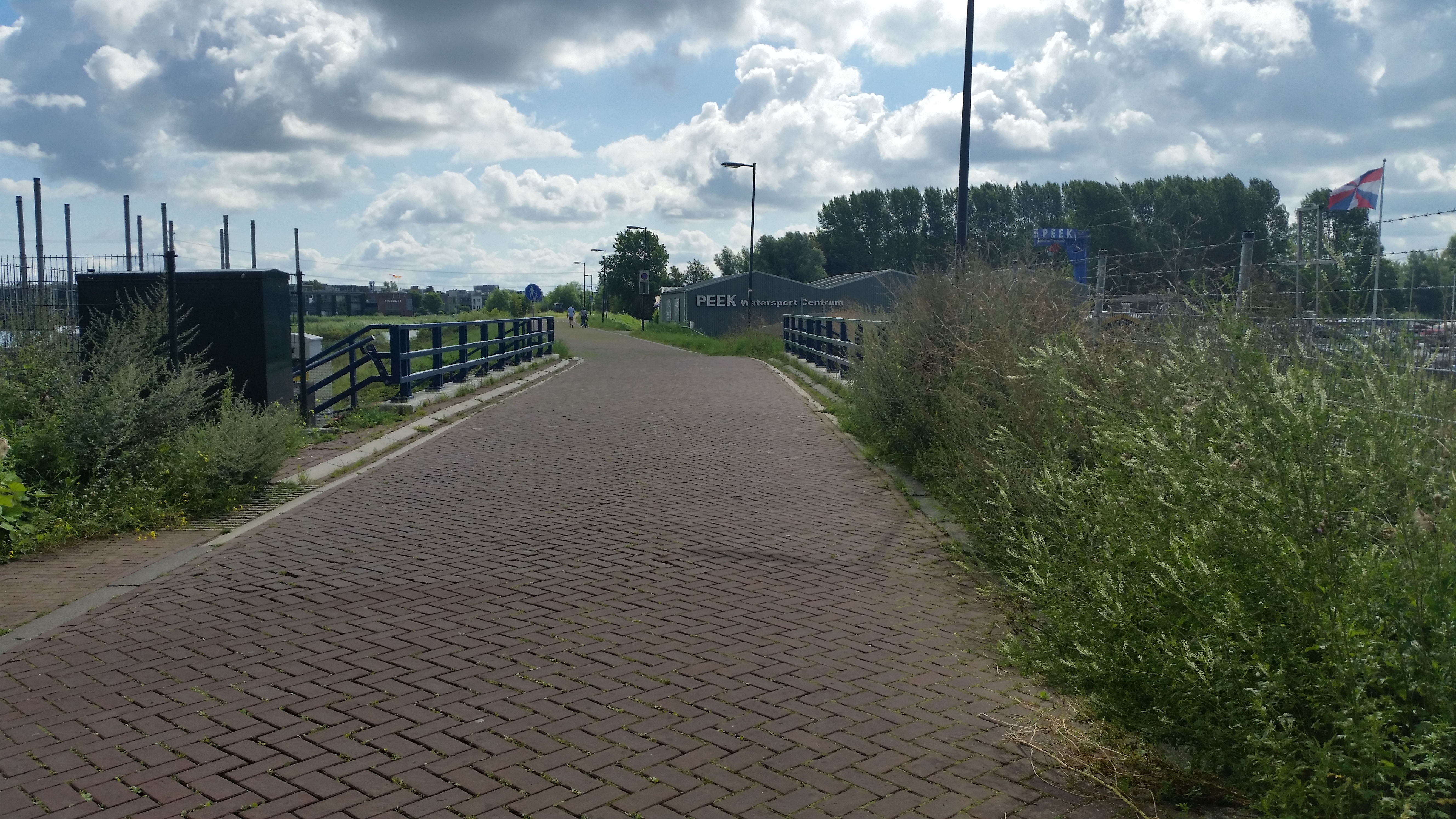
Sluis valt nauwelijks op in het wegdek (juli 2020)
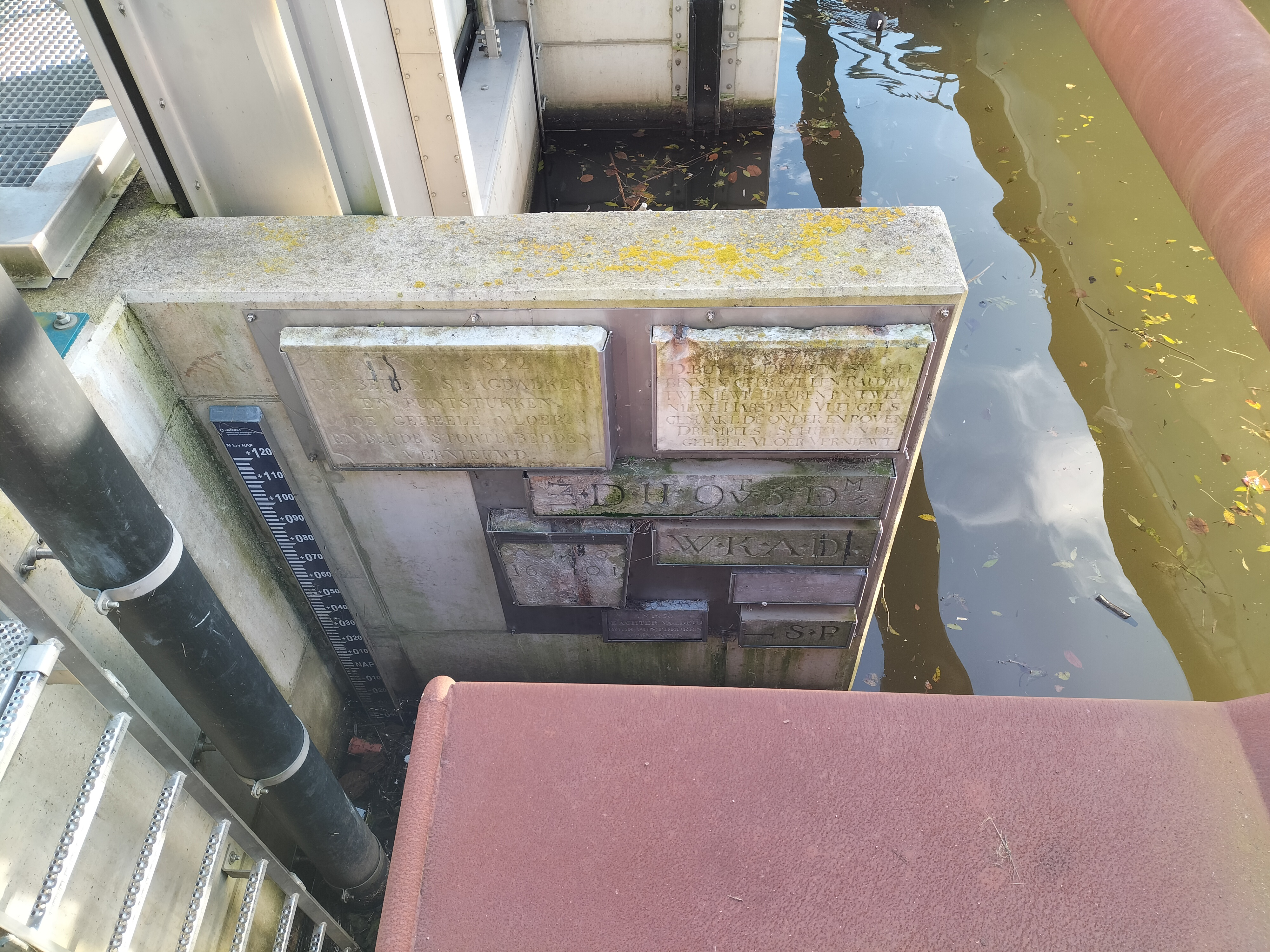
Plaquettes eerdere sluizen